# Yves Rüedi

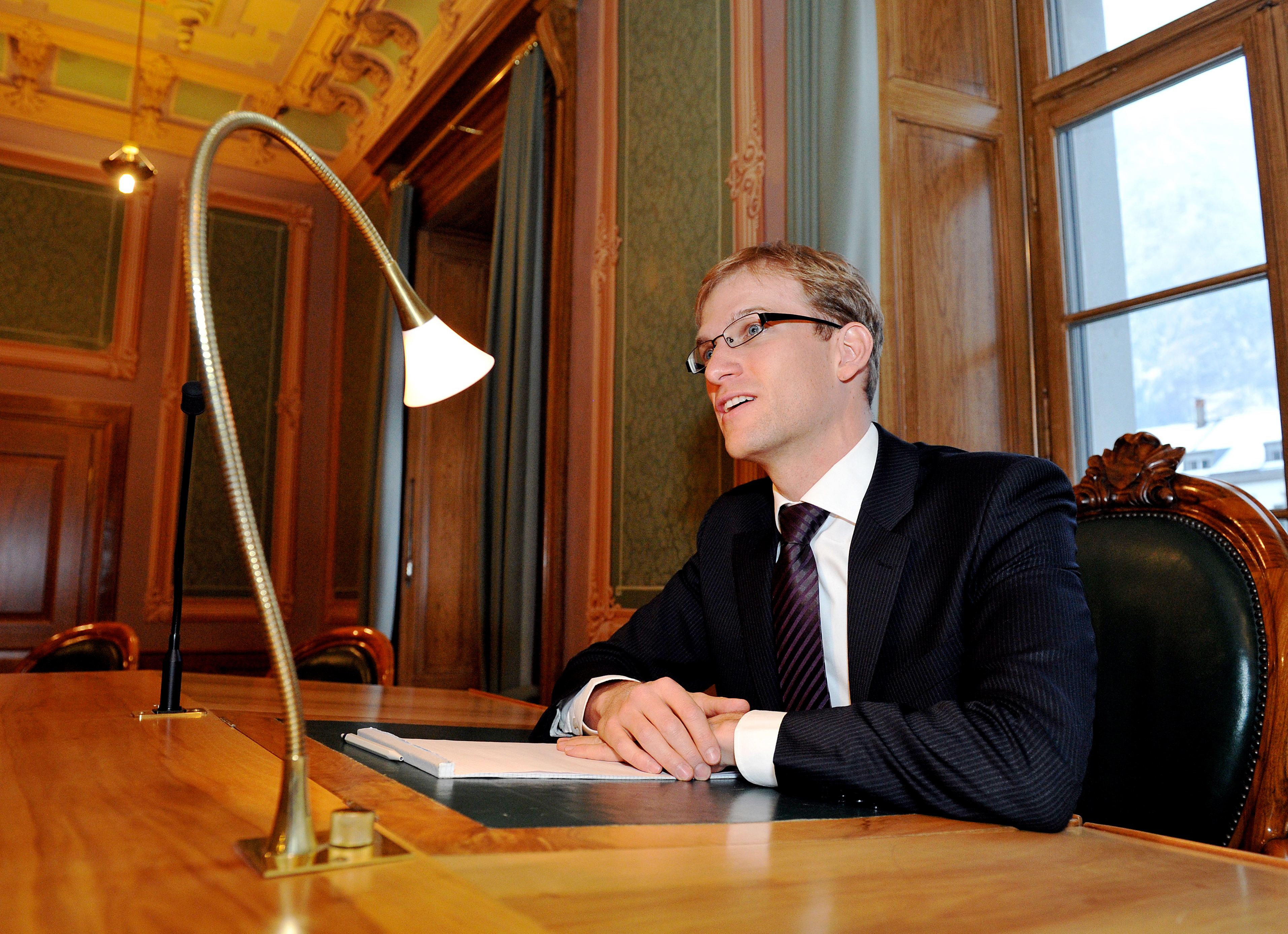
Yves Rüedi (2012)

Yves Rüedi (* 30. September 1976; heimatberechtigt in Glarus und Münchwilen TG) ist ein Schweizer Jurist und Bundesrichter. Er ist Mitglied der SVP.

## Beruflicher Werdegang

### Ausbildung
Yves Rüedi studierte an der Universität St. Gallen und erwarb dort den Doktorgrad der Rechtswissenschaften. Er verbrachte Forschungsaufenthalte an der Harvard Law School, der Yale Law School, der Stanford Law School sowie der Aix-Marseille Université.

### National
Rüedi hatte Lehraufträge an den Universitäten St. Gallen und Luzern. Er arbeitete für die Wirtschaftskanzlei Pestalozzi Rechtsanwälte in Zürich, wo er auch das Rechtsanwaltspatent erwarb.
Die Landsgemeinde wählte Rüedi am 7. Mai 2006 zum Obergerichtspräsidenten des Kantons Glarus. Nachdem ihn der Landrat des Kantons Glarus am 23. April 2008 auf Vorschlag der Regierung zum Mitglied der Anwaltskommission bestimmt hatte, wurde er zum Präsidenten der Anwaltskommission und der Anwaltsprüfungskommission ernannt. Die Bundesversammlung wählte Rüedi am 21. Dezember 2011 mit 208 von 208 gültigen Stimmen zum nebenamtlichen und am 11. Dezember 2013 mit 198 von 200 gültigen Stimmen zum ordentlichen Bundesrichter.

### International
Von 2018 bis 2020 sass Rüedi im Conseil International de l’Arbitrage en matière de Sport, der Trägerstiftung des Internationalen Sportgerichtshofs.
Im Jahr 2020 wurde Rüedi zum «Rechtskundigen Mitglied» der Grossen Beschwerdekammer der europäischen Patentorganisation ernannt.

## Privatleben
Rüedi präsidierte die Stiftung Balm für Menschen mit einer geistigen Behinderung. In seiner Freizeit betreibt er Ausdauersport; 2001 qualifizierte er sich für die Hawaii Ironman Triathlon Weltmeisterschaft, 2017 wiederholte er dies. In der offiziellen Jahreswertung der World Triathlon Corporation wurde er als 2018 Gold All World Athlete ausgezeichnet. Damit gehörte er in seiner Altersklasse zum stärksten Prozent weltweit.

## Veröffentlichungen
- Rechtswidrig erlangte Beweismittel. In: Annette Dolge (Hrsg.): Substantiieren und Beweisen, Praktische Probleme. Zürich 2013, ISBN 978-3-7255-6956-4, S. 77 ff.
- Sachliche Zuständigkeit bei Verantwortlichkeitsklagen gegen Organe von Kantonalbanken. In: GesKR. 1/2012, S. 117 ff.
- Berner Kommentar, Ausschluss der Rückforderung, Art. 66 OR. Bern 2011, ISBN 978-3-7272-3365-4.
- Kanton Glarus. In: Raphaël Arn, Nicole Saurer, André Kuhn (Hrsg.): Organisation der kantonalen und eidgenössischen Strafbehörden und strafrechtliche Ausführungsbestimmungen. Basel 2011, ISBN 978-3-7190-2858-9, S. 287 ff.
- Materiell rechtswidrig beschaffte Beweismittel im Haftpflichtprozess. In: Walter Fellmann, Stephan Weber (Hrsg.): Haftpflichtprozess 2011. Zürich 2011, ISBN 978-3-7255-6334-0, S. 157 ff.
- Art. 150–159 ZPO. In: Myriam A. Gehri, Michael Kramer (Hrsg.): Schweizerische Zivilprozessordnung, Kommentar. Bern 2010, ISBN 978-3-280-07219-6, S. 285 ff.
- Besprechung der Bundesgerichtsurteile 4D_48/2008 sowie 5D_54/2008. In: ZZZ. 2008/2009, S. 396 ff.
- Materiell rechtswidrig beschaffte Beweismittel im Zivilprozess. Dike, Zürich 2009, ISBN 978-3-03751-151-0 (Dissertation, Universität St. Gallen, 2008).